# Sclerophrys reesi
Sclerophrys reesiAmietophrynus reesi és una espècie de gripau de la família Bufonidae endèmica de Tanzània. Va ser descrit com Bufo reesi per John Charles Poynton el 1977. Va ser reclassificat el 2006 en el gènere Amietophrynus i una segona vegada el 2016 en el gènere Sclerophrys.
Els adults té una longitud fins a 56,6 mm. Aquesta espècie rep el nom en reconeixement d'Allen Rees.
Se'n troba entre 200 i 500 m d'altitud a la zona d'inundació dels rius Kihansi i Kilombero (també amb el nom Ulanga). Hi ha dades insuficients sobre la poblacío i la distribució ni sobre eventuals amenaces, però es podria veure afectada per la invasió agrícola, el pasturatge excessiu i l'expansió dels assentaments humans.